# Boismé
 Boismé  es una población y comuna francesa, en la región de Poitou-Charentes, departamento de Deux-Sèvres, en el distrito de Bressuire y cantón de Bressuire.

## Demografía
| 1267 | 1151 | 1014 | 1057 | 1079 | 1077 |
| Para los censos de 1962 a 1999 la población legal corresponde a la población sin duplicidades (Fuente: INSEE [Consultar]) |      |      |      |      |      |